# 4254 Kamél
4254 Kamél là một tiểu hành tinh vành đai chính với chu kỳ quỹ đạo là 1544.8215158 ngày (4.23 năm).
Nó được phát hiện ngày 24 tháng 10 năm 1985.